# Liste der Stolpersteine in Haldensleben
Die Liste der Stolpersteine in Haldensleben enthält alle Stolpersteine, die im Rahmen des gleichnamigen Kunst-Projekts von Gunter Demnig in Haldensleben verlegt wurden. Mit ihnen soll Opfern des Nationalsozialismus gedacht werden, die in Haldensleben lebten und wirkten. Zwischen 2017 und 2020 wurden insgesamt drei Steine an drei Adressen verlegt.

## Verlegungen
- 24. März 2017: zwei Steine an zwei Adressen
- 19. Februar 2020: ein Stein an einer Adresse

## Liste der Stolpersteine
| Adresse                 | Datum der Verlegung | Person | Inschrift | Bild | Bild des Hauses |
| ----------------------- | ------------------- | --- | --- | ---- | --------------- |
| Bornsche Straße 55 ·    | 24. März 2017       | Eugen Frohnhausen (1878–1942) Eugen Frohnhausen wurde in Haldensleben geboren und erlernte bei seinem Onkel Oskar Löwenstein den Beruf des Kaufmanns. Er arbeitete in dessen Eisenhandlung in Neuhaldensleben, wurde Gesellschafter und 1923 schließlich alleiniger Inhaber. Nach der Machtergreifung der Nationalsozialisten musste er sein Geschäft aufgeben. Es fiel an seinen ehemaligen Prokuristen, der zugleich der Mann der Nichte von Frohnhausens Frau Jeanne war. Als ihn am 18. Dezember 1942 die vertrauliche Nachricht seiner bevorstehenden Deportation erreichte, nahm er sich in seinem Haus das Leben. Eugen Frohnhausen war der letzte in Haldensleben verbliebene praktizierende Jude; mit ihm erlosch die 1808 gegründete Gemeinde. Sein Grab befindet sich auf dem israelitischen Friedhof in Magdeburg. | Hier wohnte EUGEN FROHNHAUSEN Jg. 1878 gedemütigt/entrechtet vor Deportation Flucht in den Tod 18.12.1942                           |      |                 |
| Holzmarktstraße 6 ·     | 24. März 2017       | Helene Dreier geb. Goldschmidt (1882–1957) Helene Dreier stammte aus Güsten. Sie war die Tochter des Goldschmiedemeisters Abraham Goldschmidt und dessen Ehefrau Agnes. Mit dem evangelischen Briefträger Heinrich Dreier hatte sie eine Tochter namens Elsa, die 1904 zur Welt kam. Im gleichen Jahr heiratete das Paar. 1932 verstarb Heinrich Dreier. Helene Dreier war in der Wohlfahrtspflege aktiv und wurde in der Stadt als „Samariterin der Holzmarktstraße“ bekannt. Dies schützte sie jedoch nicht vor der Verhaftung. Im Januar 1944 wurde sie ins KZ Theresienstadt deportiert. Sie war die einzige Bewohnerin von Haldensleben, die auf Grundlage der Nürnberger Rassegesetze deportiert wurde. Im Januar 1945 erhielt ihre Tochter eine Todesnachricht, bei der es sich aber um einen Irrtum handelte. Helene Dreier überlebte ihre Gefangenschaft und kehrte nach Haldensleben zurück. Sie starb am 5. März 1957. | Hier wohnte HELENE DREIER geb. Goldschmidt Jg. 1882 deportiert 1944 Theresienstadt befreit                                          |      |                 |
| Magdeburger Straße 59 · | 19. Jan. 2020       | Bernhard Flörke (1891–1975) Bernhard Flörke stammte aus Haldensleben. Er war gelernter Steingutdreher und Mitglied der SPD. Im Ersten Weltkrieg diente er als Soldat. Nach der Rückkehr in seine Heimatstadt gründete er eine Kohlehandlung und ein Fuhrunternehmen. Flörs war verheiratet und hatte eine Tochter. 1942 wurde er denunziert und am 8. August verhaftet. Anschließend wurde er ohne Gerichtsverfahren ins KZ Majdanek deportiert. Er überlebte seine Haft und wurde am 25. Juni 1943 entlassen. Flörs starb 1975 in Haldensleben. | Hier wohnte BERNHARD FLÖRKE Jg. 1891 im Widerstand / SPD denunziert verhaftet 8.8.1942 deportiert 1942 Majdanek entlassen 25.6.1943 |      |                 |